# اسکرمنتوو (کنتاکی)
اسکرمنتوو (به انگلیسی: Sacramento) شهری در ایالت کنتاکی کشور ایالات متحده آمریکا است که جمعیت آن در سرشماری سال ۲۰۱۰ میلادی، ۴۶۸ نفر بوده‌است.